# Burnaby Island
Burnaby Island är en ö i Kanada.   Den ligger i North Coast Regional District och provinsen British Columbia, i den sydvästra delen av landet, 4 000 km väster om huvudstaden Ottawa. Arean är 66 kvadratkilometer.
Terrängen på Burnaby Island är lite kuperad. Öns högsta punkt är 629 meter över havet. Den sträcker sig 13,9 kilometer i nord-sydlig riktning, och 9,2 kilometer i öst-västlig riktning.